# Givanildo Pulgas
Givanildo Pulgas da Silva (Cachoeira, 3 de enero de 1993), más conocido como Giva, es un futbolista brasileño que juega como delantero. Actualmente milita en la Retrô de la Serie D de Brasil.

## Trayectoria
Se unió a la cantera del Santos en mayo del 2012 después de graduarse en el EC Vitória. Avanzó a las categorías juveniles, y en 2013 ganó la Copa São Paulo de Fútbol Júnior, siendo el máximo goleador del club junto con Neilton (cuatro goles cada uno). 
El 24 de febrero de 2013, debutó con el primer equipo en un partido del Campeonato Paulista contra el XV de Novembro.
El 21 de marzo, anotó su primer gol profesional en una victoria por 2-1 al Mirassol FC. El 7 de julio, debutó en la liga, anotando su primer gol en una victoria por 2-0 al São Paulo FC.

## Clubes
| Club        | País   | Año             |
| ----------- | ------ | --------------- |
| Santos      | Brasil | 2012 - 2014     |
| Coritiba    | Brasil | 2015            |
| Llagostera  | España | 2015 - 2016     |
| Água Santa  | Brasil | 2016            |
| Ponte Preta | Brasil | 2016 - presente |

## Estadísticas
| Club   | Temporada | Liga | Liga  | Copa | Copa  | Torneos Continentales | Torneos Continentales | Otro | Otro  | Total | Total |
| Club   | Temporada | Part | Goles | Part | Goles | Part                  | Goles                 | Part | Goles | Part  | Goles |
| ------ | --------- | ---- | ----- | ---- | ----- | --------------------- | --------------------- | ---- | ----- | ----- | ----- |
| Santos | 2013      | 13   | 2     | 4    | 1     | 0                     | 0                     | 0    | 0     | 17    | 3     |
| Santos | Total     | 13   | 2     | 4    | 1     | 0                     | 0                     | 0    | 0     | 17    | 3     |
| Total  | Total     | 13   | 2     | 4    | 1     | 0                     | 0                     | 0    | 0     | 17    | 3     |

- Datos: Q5565583